# 1702
1702 (MDCCII) a fost un an obișnuit al calendarului gregorian, care a început într-o zi de sâmbătă.

## Nașteri
- 24 mai: Joseph Friedrich Ernst, Prinț de Hohenzollern-Sigmaringen, strămoșul principelui Carol I al României (d. 1769)

## Decese
- 28 februarie: Ahmed Dede Müneccimbașı, 71 ani, astronom și astrolog turc (n. 1631)
- 8 martie: William al III-lea al Angliei (William III of England), 51 ani (n. 1650)
- 3 aprilie: Stanisław Jan Jabłonowski, nobil polonez, 68 ani (n. 1634)
- 19 iulie: Ducele Frederic al IV-lea de Holstein-Gottorp, 30 ani (n. 1671)
- 28 septembrie: Robert Spencer, al II-lea Conte de Sunderland, 61 ani (n. 1641)